# Felix Straub
Felix Straub (* 14. Mai 1997 in Ansbach) ist ein deutscher Bobsportler und ehemaliger Leichtathlet (200-Meter-Lauf).

## Berufsweg
Straub stammt aus dem mittelfränkischen Ansbach, absolvierte eine Ausbildung zum Industriemechaniker und ist heute Polizeimeister bei der Polizei Sachsen.

## Sportliche Laufbahn

### Leichtathletik
Seine sportliche Karriere startete Felix Straub in seiner Heimat. Beim TV Dietenhofen und dem LAC Quelle Fürth, bevor er zum SC DHfK Leipzig wechselte.
Größter Einzelerfolg in der Leichtathletik war der Gewinn des U23-Junioren-Titels über 200 Meter bei den Deutschen Meisterschaften im Jahr 2019 in Wetzlar sowie Silber bei den Deutschen Hallenmeisterschaften 2020 im heimischen Leipzig.
Bei den U23-Europameisterschaften 2019 im schwedischen Gävle erreichte Straub über 200 Meter das Halbfinale.
Größter Erfolg in einer Vereinsstaffel war der Titel über 4-mal 100 Meter mit dem SC DHfK 2019 bei den Deutschen Meisterschaften in Berlin. Im Dress der deutschen Nationalmannschaft gewann er bei den Staffelweltmeisterschaften 2021 im polnischen Chorzow den Weltmeistertitel über die nichtolympische Strecke der 4-mal 200 Meter.

### Bobsport
Seit der Saison 2022/23 ist Straub im Bobsport aktiv. Sein Weltcupdebüt als Anschieber im Viererbob feierte er im Bobteams Friedrich am 18. Dezember 2022 im amerikanischen Lake Placid. In der ersten Saison nahm er an zwei Weltcuprennen teil und errang den Vizeeuropameistertitel.
Seinen ersten Weltcupsieg feierte er am 10. Dezember 2023 in La Plagne (Frankreich). In der Saison 2023/24 startete er in sechs Weltcuprennen. 
Größte Erfolge im Viererbob waren der Europameistertitel in Innsbruck-Igls 2023 und der Weltmeistertitel im Viererbob in Winterberg 2024 und in Lake Placid 2025.
Am 15. Februar 2025 bestritt Straub seinen ersten Start als Anschieber im Zweierbob im Weltcup im norwegischen Lillehammer und holte mit Francesco Friedrich gleich einen Podiumsplatz.

## Vereinszugehörigkeit
Felix Straub ist Mitglied im SC DHfK Leipzig.

## Erfolge

### Leichtathletik national
- 2019: Deutscher U23-Meister[9] (200 m)
- 2019: Deutscher Meister (4 × 100-m-Staffel)
- 2020: 2. Platz Deutsche Leichtathletik-Hallenmeisterschaften 2020 (200 m)

### Leichtathletik international
- 2019: Teilnahme Halbfinale U23-EM 2019 (200 m)
- 2021: 1. Platz 2021 Weltmeister (4 × 200-m-Staffel)

### Bobsport
- 2023: 2. Platz Bob- und Skeleton-Europameisterschaften 2023 (Viererbob)
- 2023: 2. Platz Weltcup (Viererbob)
- 2024: 1. Platz Europameister (Viererbob)
- 2024: 1. Platz Weltmeister (Viererbob)
- 2024: 1. Platz Weltcup (Viererbob)